# 伦纳德街56号
伦纳德街56号（英語：56 Leonard Street）是位于美国纽约市翠貝卡的一栋摩天大楼，高821英尺（250），共57层。荣获普利兹克建筑奖的瑞士设计事务所赫尔佐格和德梅隆将其描述为“在天空中堆建起来的房屋”。目前它是翠貝卡最高楼。
该大楼于2017年完工。